# Katholieke Universiteit Leuven
Katholieke Universiteit Leuven, w skrócie KU Leuven – belgijska uczelnia publiczna znajdująca się w Leuven, istniejąca od 1968 roku.
Uniwersytet powstał w wyniku rozdziału Katolickiego Uniwersytetu w Lowanium na część flamandzką i walońską. Niderlandzkojęzyczna (Katholieke Universiteit Leuven) korzysta z infrastruktury uczelni funkcjonującej w latach 1425–1968, natomiast francuskojęzyczna (Université catholique de Louvain) został przeniesiony do nowo zbudowanego kampusu w Louvain-la-Neuve.
W ramach uczelni funkcjonują następujące jednostki:
- Wydział Teologii i Studiów Religijnych
- Wydział Prawa Kanonicznego
- Wydział Prawa
- Wydział Ekonomii i Biznesu
- Wydział Sztuk
- Wydział Psychologii i Nauk Pedagogicznych
- Wydział Architektury
- Wydział Nauk Ścisłych
- Wydział Nauk Inżynieryjnych
- Wydział Biotechnologii
- Wydział Technologii
- Wydział Biologii
- Wydział Inżynierii Lądowej
- Wydział Chemii
- Wydział Inżynierii Chemicznej
- Wydział Informatyki
- Wydział Środowiska i Nauk o Ziemi
- Wydział Elektrotechniki
- Wydział Inżynierii Materiałowej
- Wydział Mikrobiologii i Biologii Molekularnej
- Wydział Fizyki i Astronomii
- Wydział Inżynierii Mechanicznej
- Wydział Matematyki
- Wydział Medycyny
- Wydział Nauk Farmaceutycznych
- Wydział Kinezjologii i Rehabilitacji